# Ernesto di Baviera
Ernesto di Baviera (Monaco di Baviera, 17 dicembre 1554 – Arnsberg, 17 febbraio 1612) fu principe elettore e arcivescovo di Colonia, in Germania, dal 1583 al 1612.
Era anche principe-vescovo di Münster, Hildesheim, Frisinga e Liegi.

## Biografia
Discendente della casa di Wittelsbach, Ernesto era l'ultimo figlio del duca Alberto V di Baviera e della moglie Anna d'Asburgo. Era stato destinato fin dall'infanzia dal padre alla carriera ecclesiastica, e venne educato dai padri gesuiti.
Nel 1565 divenne canonico a Salisburgo, quindi a Colonia, Treviri e Würzburg; nell'autunno dello stesso anno, a soli 12 anni, venne eletto vescovo di Frisinga. Nei progetti del padre Alberto l'obiettivo era la carica di arcivescovo della vicina Salisburgo: ma, nel 1569, quando l'Elettore Salentino VII di Isenburg-Grenzau, arcivescovo di Colonia, entrò in contrasto con la Curia Romana perché rifiutava di accettare i decreti del Concilio di Trento e prese in considerazione l'ipotesi delle dimissioni, come suo successore il duca di Baviera fece il nome del figlio Ernesto, la cui candidatura era appoggiata dal governo spagnolo nelle Fiandre. Alla dieta imperiale di Spira, nel 1570, i negoziati con Salentino sembravano essere in una fase avanzata, tanto che Ernesto si recò a Colonia in novembre, servendo come canonico fino al maggio 1571, incarico immediatamente precedente a quello di vescovo.
Le dimissioni di Salentino, tuttavia, non arrivarono, e nel 1573, anzi, egli accettò i decreti tridentini, venendo quindi riconfermato come arcivescovo. In quell'anno invece Ernesto, allora diciannovenne, venne eletto vescovo del piccolo principato ecclesiastico di Hildesheim.
Nel 1577, dopo un tentativo fallito della corte bavarese di assicurare a Ernesto il vescovato di Münster, vennero ripresi con maggior impegno gli sforzi per insediarlo a Colonia: il sostegno della Curia faceva ora sperare in un successo. Infatti, il duca Ernesto, che per un certo periodo, nel 1572, aveva quasi mandato all'aria tutti i progetti del padre quando aveva avuto un'improvvisa e vaga disaffezione verso la carriera ecclesiastica, era stato mandato a Roma nella primavera del 1574, e lì aveva soggiornato per circa due anni, come premio per essersi alla fine sottomesso alla volontà del padre. A Roma si era guadagnato il favore di papa Gregorio XIII, così che ora, forte del sostegno papale, Ernesto venne insediato come coadiutore di Salentino a Colonia. Nei piani di Roma, l'appoggio alle mire della casa bavarese dei Wittelsbach, di fede cattolica, era un mezzo indispensabile per assicurare una più solida posizione alla Chiesa nella Germania meridionale.

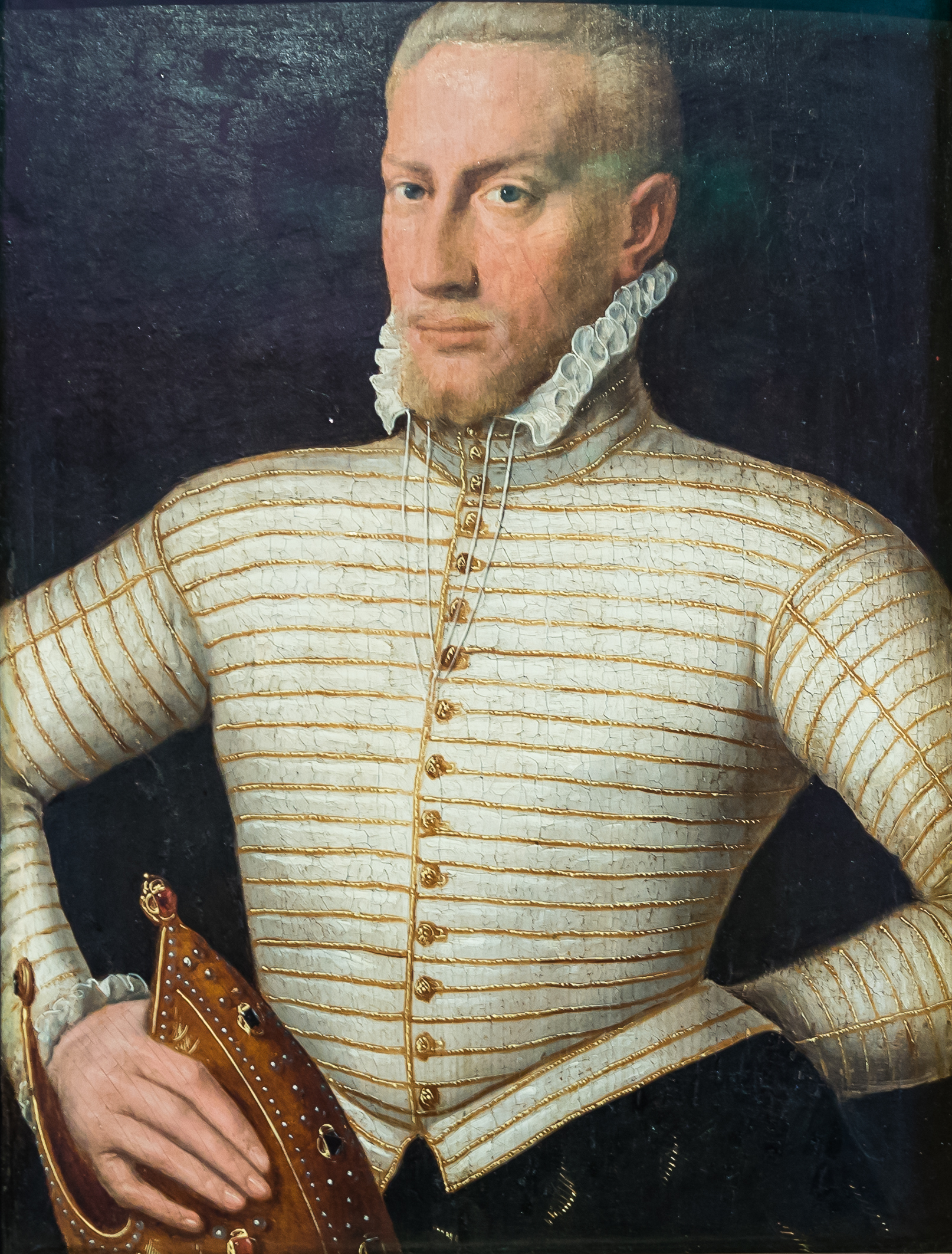
Gebhard von Waldburg.

Inaspettatamente, però, l'opposizione ai piani di Salentino, della curia e della corte bavarese venne dal capitolo della cattedrale di Colonia: quando, nel 1577, Salentino si dimise, alle elezioni per il nuovo vescovo Ernesto venne sconfitto per 12 voti a 10 da Gebhard II von Waldburg, votato dai membri del capitolo di simpatie protestanti. Il duca Alberto e il nunzio papale Bartolomeo Portia protestarono contro l'elezione, ma poiché, sia l'imperatore Rodolfo II, sia gli elettori si schierarono dalla parte di Gebhard, il quale passava per un buon cattolico, avendo ricevuto la consacrazione a prete nel marzo 1578 e avendo giurato sui decreti del Concilio di Trento, la curia romana abbandonò la corte bavarese e finì per confermare l'elezione nel marzo 1580.
Nel frattempo, nel 1581 Ernesto venne eletto vescovo di Liegi e Principe-Abate di Stablo e Malmedy. Quando però l'arcivescovo Gebhard von Waldburg si convertì al protestantesimo nel 1583, Ernesto venne finalmente eletto arcivescovo di Colonia il 22 maggio 1583. Con l'aiuto delle truppe spagnole e bavaresi, riuscì rapidamente a sconfiggere Gebhard nella Guerra di Colonia.
Nel 1584 ottenne anche il vescovato di Münster, e nello stesso anno la nunziatura. L'importanza strategica dell'arcivescovato di Colonia era enorme, poiché l'arcivescovo era uno dei sette principi elettori del Sacro Romano Impero e, visto che già tre di essi, l'elettore Palatino, il duca di Sassonia e il margravio di Brandeburgo, erano protestanti, se anche Colonia fosse stata occupata da essi, sarebbe stata possibile l'elezione di un imperatore luterano.
Ernesto venne proclamato difensore del cattolicesimo romano nella Germania nord-occidentale: ardente sostenitore della Controriforma, prestò aiuto ai cattolici dei vicini stati dello Jülich-Cleves-Berg e del Baden. Nel 1595 designò suo nipote, Ferdinando di Baviera, come suo coadiutore e futuro successore, e si ritirò dalla cura degli affari secolari.
Morì nel 1612 a Arnsberg, in Vestfalia, e venne sepolto nel duomo di Colonia. Gli successe il nipote Ferdinando.

## Ascendenza
|                             |                         |                                      | Genitori                           |  |  | Nonni |  |  | Bisnonni                 |  |  | Trisnonni                  |  |
|                             |                         |                                      |                                    |  |  |       |  |  | 8. Alberto IV di Baviera |  |  | 16. Alberto III di Baviera |  |
|                             |                         |                                      |                                    |  |  |       |  |  | 8. Alberto IV di Baviera |  |  | 16. Alberto III di Baviera |  |
|                             |                         | 17. Anna di Braunschweig-Grubenhagen |                                    |  |  |       |  |  | 8. Alberto IV di Baviera |  |  |                            |  |
| 4. Guglielmo IV di Baviera  |                         |                                      |                                    |  |  |       |  |  | 8. Alberto IV di Baviera |  |  |                            |  |
|                             |                         | 9. Cunegonda d'Austria               | 18. Federico III d'Asburgo         |  |  |       |  |  |                          |  |  |                            |  |
|                             |                         | 9. Cunegonda d'Austria               | 18. Federico III d'Asburgo         |  |  |       |  |  |                          |  |  |                            |  |
|                             |                         | 9. Cunegonda d'Austria               | 19. Eleonora d'Aviz                |  |  |       |  |  |                          |  |  |                            |  |
| 2. Alberto V di Baviera     |                         | 9. Cunegonda d'Austria               |                                    |  |  |       |  |  |                          |  |  |                            |  |
|                             |                         | 10. Filippo I di Baden               | 20. Cristoforo I di Baden          |  |  |       |  |  |                          |  |  |                            |  |
|                             |                         | 10. Filippo I di Baden               | 20. Cristoforo I di Baden          |  |  |       |  |  |                          |  |  |                            |  |
|                             |                         | 10. Filippo I di Baden               | 21. Ottilia di Katzenelnbogen      |  |  |       |  |  |                          |  |  |                            |  |
| 5. Maria Giacomina di Baden |                         | 10. Filippo I di Baden               |                                    |  |  |       |  |  |                          |  |  |                            |  |
|                             |                         | 11. Elisabetta del Palatinato        | 22. Filippo del Palatinato         |  |  |       |  |  |                          |  |  |                            |  |
|                             |                         | 11. Elisabetta del Palatinato        | 22. Filippo del Palatinato         |  |  |       |  |  |                          |  |  |                            |  |
|                             |                         | 11. Elisabetta del Palatinato        | 23. Margherita di Baviera-Landshut |  |  |       |  |  |                          |  |  |                            |  |
| 1. Ernesto di Baviera       |                         | 11. Elisabetta del Palatinato        |                                    |  |  |       |  |  |                          |  |  |                            |  |
|                             | 12. Filippo I d'Asburgo | 24. Massimiliano I d'Asburgo         |                                    |  |  |       |  |  |                          |  |  |                            |  |
|                             | 12. Filippo I d'Asburgo | 24. Massimiliano I d'Asburgo         |                                    |  |  |       |  |  |                          |  |  |                            |  |
|                             | 12. Filippo I d'Asburgo | 25. Maria di Borgogna                |                                    |  |  |       |  |  |                          |  |  |                            |  |
| 6. Ferdinando I d'Asburgo   | 12. Filippo I d'Asburgo |                                      |                                    |  |  |       |  |  |                          |  |  |                            |  |
|                             |                         | 13. Giovanna di Castiglia            | 26. Ferdinando II d'Aragona        |  |  |       |  |  |                          |  |  |                            |  |
|                             |                         | 13. Giovanna di Castiglia            | 26. Ferdinando II d'Aragona        |  |  |       |  |  |                          |  |  |                            |  |
|                             |                         | 13. Giovanna di Castiglia            | 27. Isabella di Castiglia          |  |  |       |  |  |                          |  |  |                            |  |
| 3. Anna d'Asburgo           |                         | 13. Giovanna di Castiglia            |                                    |  |  |       |  |  |                          |  |  |                            |  |
|                             |                         | 14. Ladislao II di Boemia            | 28. Casimiro IV di Polonia         |  |  |       |  |  |                          |  |  |                            |  |
|                             |                         | 14. Ladislao II di Boemia            | 28. Casimiro IV di Polonia         |  |  |       |  |  |                          |  |  |                            |  |
|                             |                         | 14. Ladislao II di Boemia            | 29. Elisabetta d'Asburgo           |  |  |       |  |  |                          |  |  |                            |  |
| 7. Anna Jagellone           |                         | 14. Ladislao II di Boemia            |                                    |  |  |       |  |  |                          |  |  |                            |  |
|                             |                         | 15. Anna di Foix-Candale             | 30. Gastone II di Foix-Candale     |  |  |       |  |  |                          |  |  |                            |  |
|                             |                         | 15. Anna di Foix-Candale             | 30. Gastone II di Foix-Candale     |  |  |       |  |  |                          |  |  |                            |  |
|                             |                         | 15. Anna di Foix-Candale             | 31. Caterina di Navarra            |  |  |       |  |  |                          |  |  |                            |  |
|                             |                         | 15. Anna di Foix-Candale             |                                    |  |  |       |  |  |                          |  |  |                            |  |